# AC 오모니아
AC 오모니아(그리스어: Αθλητικός Σύλλογος Ομόνοια, 영어: Athletic Club Omonoia Nicosia)는 1948년 6월 4일, 니코시아에서 설립된 키프로스의 프로 축구 클럽이다. 1953년부터 키프로스 1부 리그에 참가해 온 축구 부서로 가장 잘 알려져 있다. 2018년 6월 14일, AC 오모니아의 축구 부서는 프로 영리 축구 회사가 되었으며, 이후 오모니아 FC로 알려져 있다.
AC 오모니아는 농구, 배구, 풋살, 사이클링, 달리기, 여자 축구 및 여자 배구 부서도 운영하고 있다.

## 선수 명단

### 현역
참고: FIFA 자격 규정에 따라 소속된 국가대표팀 국기를 표시합니다. 선수는 복수의 FIFA 비회원국 국적을 가지고 있을 수 있습니다.
| 번호 | 포지션 | 국적       | 이름                |
| ---- | ------ | ---------- | ------------------- |
| 5    | DF     | 말리       | 세누 쿨리발리       |
| 7    | FW     | 카보베르데 | 윌리 세메도         |
| 14   | FW     |            | 마리우시 스텡핀스키 |
| 19   | FW     |            | 미켈 디스케루트     |
| 23   | GK     | 나이지리아 | 프랜시스 우조호     |
| 24   | DF     | 모로코     | 아민 카마스         |
| 40   | GK     |            | 파비아노            |

| 번호 | 포지션 | 국적       | 이름              |
| ---- | ------ | ---------- | ----------------- |
| 80   | MF     | 몬테네그로 | 노비차 에라코비치 |
| 90   | MF     | 우크라이나 | 로만 베주스       |
| 99   | FW     | 카메룬     | 사이도 알리움     |

## 역대 감독
| 감독                  | 임기      |
| --------------------- | --------- |
| 게오르기 파체지에프   | 1965~1966 |
| 게오르기 파체지에프   | 1968~1970 |
| 아리 한               | 2000      |
| 프란치셰크 스무다     | 2004      |
| 이오안 안도네         | 2006~2007 |
| 미겔 앙헬 로티나      | 2013~2014 |
| 존 카버               | 2016~2017 |
| 야니스 아나스타시우   | 2018~2019 |
| 헨닝 베르그           | 2019~2022 |
| 닐 레넌               | 2022      |
| 소프로니스 아브구스티 | 2023~2024 |
| 야니스 아나스타시우   | 2024 ~    |